# Rosemary Sutcliff
Rosemary Sutcliff (ur. 14 grudnia 1920 w Surrey, zm. 23 lipca 1992) – brytyjska pisarka i malarka. W młodości uczyła się malarstwa miniaturowego i po 1945 wystawiała swoje obrazy. W 1950 r. zadebiutowała powieścią dla młodzieży. Specjalizowała się w historycznych powieściach młodzieżowych.

## Życiorys
Sutcliff urodziła się 14 grudnia 1920 r. w East Clandon, Surrey. Dzieciństwo spędziła na Malcie i innych bazach morskich, gdzie stacjonował jej ojciec. Od drugiego roku życia cierpiała na młodzieńcze idiopatyczne zapalenie stawów i poruszała się na wózku inwalidzkim. Z powodu choroby większość czasu spędzała z matką. Sutcliff nauczyła się czytać dopiero w wieku dziewięciu lat. Porzuciła szkołę w wieku 14 lat, aby wstąpić do Bideford Art School, do której uczęszczała przez trzy lata, kończąc General Art Course. Pracowała wtedy jako malarz miniatur. Zainspirowana historycznymi powieściami dla dzieci Geoffrey Trease, w 1950 r. opublikowała swoją pierwszą książkę Chronicles of Robin Hood. W 1971 roku zdobyła nagrodę American Horn Book Award. W 1975 r. została mianowana Oficerem Orderu Imperium Brytyjskiego, a w 1992 r. Komandorem. Pisała nieprzerwanie przez całe życie. Zmarła 23 lipca 1992 r. Nigdy nie wyszła za mąż i nie miała dzieci.

## Nagrody
- 1959 Carnegie Medal,The Lantern Bearers
- 1971 Zilveren Griffel
- 1971 American Horn Book Award
- 1972 Boston Globe-Horn Book Award, Tristan i Iseult
- 1978 The Other Award, Song for a Dark Queen
- 1985, 2010 Phoenix Award

## Odznaczenia
- Oficer Orderu Imperium Brytyjskiego (1975)
- Komandor Orderu Imperium Brytyjskiego (1992)